# Hapalopus lesleyae
Hapalopus lesleyae là một loài nhện trong họ Theraphosidae.
Loài này thuộc chi Hapalopus. Hapalopus lesleyae được miêu tả năm 2011 bởi Gabriel.